# Aspidura trachyprocta
Aspidura trachyprocta là một loài rắn trong họ Colubridae. Loài này được Cope mô tả khoa học đầu tiên năm 1860.